# فليمون أنكولا
فليمون أنكولا (بالإنجليزية: Fillemon Angula)‏ هو لاعب كرة قدم ومدرب كرة قدم ناميبي في مركز الهجوم، ولد في 20 أغسطس 1974 في ناميبيا. لعب مع نادي سيفكس الناميبي.

## وصلات خارجية
- فليمون أنكولا على موقع قاعدة بيانات كرة القدم.إي يو (الإنجليزية)
- فليمون أنكولا على موقع ناشيونال فوتبول تيمز (الإنجليزية)